# 나 홀로 즐거운 집에
《나 홀로 즐거운 집에》(영어: Home Sweet Home Alone)는 2021년 공개된 미국의 성탄절 코미디 영화이다. 댄 메이저가 감독을 맡았으며, 존 휴스의 영화 《나 홀로 집에》가 영화의 원작이다.

## 줄거리
경제적으로 어려움을 겪는 맥켄지 부부는 집을 팔려고 하지만 자녀들에게는 이 사실을 숨긴다. 설상가상으로 크리스마스에 형제 가족이 방문해 머물게 되면서 상황은 더욱 복잡해진다. 한편, 맥스라는 아이와 그의 엄마 캐롤이 맥켄지 집에 잠시 들렀다가, 맥스는 집주인 제프와 장난감 인형에 대한 이야기를 나눈다. 캐롤은 특이하게 생긴 인형이 값비싸다는 사실을 알려준다.
이후 맥스 가족은 일본으로 휴가를 떠나기 위해 서두르고, 맥스는 실수로 차고에 주차된 차 안에서 잠이 든다. 가족들은 맥스가 다른 차에 탔다고 착각하고 그를 집에 홀로 남겨둔 채 떠난다. 한편, 제프는 그 인형이 사라진 것을 알고 맥스가 훔쳐갔다고 생각한다. 다음 날 맥스 가족이 서둘러 떠나는 것을 본 제프는, 맥스의 집을 찾아가 보안 코드를 엿듣고 열쇠 위치까지 알아낸다. 경제적 어려움에 처한 제프는 아내 팸과 함께 밤에 맥스의 집에 몰래 들어가 인형을 되찾기로 한다.
혼자 남겨진 맥스는 처음에는 자유를 만끽하지만 곧 가족을 그리워하게 된다. 밤에 제프와 팸이 집에 침입하자, 맥스는 이들이 자신을 납치하려는 나쁜 사람이라고 오해한다. 맥스는 경찰에 신고하지만, 경찰관이 자신의 부모를 체포할까 봐 두려워 이들을 속이려 한다. 맥스의 엄마 캐롤은 맥스가 혼자 남겨졌다는 사실을 알고 급히 집으로 돌아온다.
맥켄지 부부는 교회를 다녀오던 중 맥스를 만나고, 맥스는 그들의 아들 크리스에게 물총을 받는다. 맥켄지 부부는 맥스가 다른 사람과 대화하는 것을 보고 맥스에게 할머니가 있다고 오해한다. 다시 맥스의 집에 잠입하려던 제프와 팸은, 맥스가 설치한 함정에 빠지며 인형 대신 음료수 캔을 가져갔다는 사실을 알게 된다. 오해가 풀리면서 맥스는 집을 떠나 부모가 돌아올 때까지 맥켄지 가족과 함께 지내기로 한다.
맥켄지 가족에게 모든 상황을 설명하는 과정에서, 사실은 맥켄지의 조카 올리가 인형을 훔쳐갔다는 사실이 밝혀진다. 인형을 되찾으면서 맥켄지 부부는 집을 팔지 않아도 되게 된다. 맥스의 엄마 캐롤은 맥스를 데려가면서, 맥켄지 가족에게 감사를 표하고 친구가 된다. 1년 후, 맥스와 맥켄지 가족은 함께 크리스마스 저녁 식사를 하며 즐거운 시간을 보낸다. 제프는 새로운 직장을 구하고 맥스에게 과거에 맥스가 갈망했던 음료수를 선물한다.

## 출연
- 아치 예이츠 - 맥스웰 "맥스" 머서
- 롭 딜레이니 - 제프 매켄지
- 엘리 켐퍼 - 팸 매켄지
- 애실링 비 - 캐럴 머서
- 키넌 톰슨 - 개빈 워싱턴
- 팀 사이먼스 - 헌터 매켄지
- 앨리 마키 - 메이 매켄지
- 앤디 데일리 - 마이크 머서
- 피트 홈스 - 블레이크 머서
- 크리스 파넬 - 스튜 머서
- 케이티 베스 홀/쥐스틴 아샹보(아역) - 애비 매켄지
- 맥스 이부틴/아마데오 코레이아(아역) - 크리스 매켄지
- 매디 홀리데이 - 케이티 머서
- 에이든 왕 - 올리 매켄지
- 에스더 포비츠키 - 데이지 브레킨
- 조던 칼로스 - 클렘 브레킨
- 마이키 데이 - 사제
- 짐 래시 - 성가대 단장
- 크리스티나 클리브 - 홈봇(목소리 출연)
- 데빈 래트레이 - 버즈 매캘리스터

## 같이 보기
- 크리스마스 영화 목록